# Maks Klodič
Maks Klodič vitez Sabladoski, slovenski gradbeni inženir, * 13. avgust 1875, Trst, † 11. november 1953, Trst.

## Življenjepis
Rodil se je v Trstu v družini šolnika in pesnika Antona in Matilde Klodič rojene Pagliaruzzi iz Kobarida. Končal je ljudsko šolo in nižjo gimnazijo v rojstnem kraju leta, nato štiriletno pomorsko akademijo na Reki, maturiral pa je leta 1894 na realni gimnaziji v Gorici. Diplomiral je iz gradbeništva leta 1901 na dunajski Tehniški visoki šoli. Po diplomi se je posvetil gradnji železniških prog. Sodeloval je pri gradnji bohinjske, belokranjske (proga Novo mesto-Metlika-Karlovec) in turske železniške proge ter povezave Gorice s Trbižem. Načrtoval in projektiral je železniške zveze Dubica-Ogulin-Sušak, Kočevje-Vrbovsko-Moravice. Znan je tudi kot pisec izčrpnih monografij o bohinjskem, karavanškem in turskem predoru. Skupaj z Alojzijem Hrovatom in Rudolfom Kavčičem je bil glavni zagovornik železniške povezave Slovenije z morjem ter gospodarsko smotrne dopolnitve celotne slovenske železniške mreže, vključno z reševanjem ljubljanskega železniškega vozlišča. Objavljal je tudi pod psevdonimom Livški, med drugim tudi v Planinskem vestniku.